# Carl Petter Blomberg
Carl Petter Blomberg, född 12 augusti 1748 i Stockholm, död 24 oktober 1820 på Värmdö, var en svensk präst och översättare.
Blomberg var son till skräddarmästaren Johan Blomberg. Han blev student vid Uppsala universitet 1763, filosofie kandidat 1769 och filosofie magister 1773. Under sin tid som student skaffade sig Blomberg en mängd betydande vänner och välgörare. 1774 prästvigdes han och kallades till huspredikant hos Johan Georg Lillienberg och blev året därpå vice komminister i Jakobs och Johannes församlingar i Stockholm. 1776 utsågs Blomberg till legationspredikant i Konstantinopel, möjligen genom kontakter med Ulric Celsing. Avsikten med tjänsten var att få möjligheten att studera Orientens språk och kultur, något som till stor del kom på skam, inte minst genom den i Konstantinopel grasserande pesten. Han lärde dock här känna Matthias Norberg och Jacob Jonas Björnståhl, vars död tog Blomberg hårt. Blomberg stod under sin vistelse i Turkiet i korrespondens med Carl Christoffer Gjörwell den äldre och lät även översända Björnståhls efterlämnade skrifter för att publiceringen av dennes material skulle kunna fortsätta.
Blombergs Bref från Konstantinopel till K. bibliotekarien C. C. Gjörwell 1776–1779 trycktes 1784. Han lät även publicera Sammandrag ur J. J. Björnståhls journal öfver sin resa från Schweiz genom Tyskland och Holland till England 1773–1775 samt till och i Turkiet och till Grekland 1776–1779 1782. Därutöver har han översatt en mängd arbeten.
Efter sitt avsked från tjänsten återvälde Blomberg hem genom Österrike, Italien, Schweiz, Frankrike och Tyskland och hemkom 1781 till Sverige. Efter sin återkomst utnämndes han 1782 till kyrkoherde vid lutherska kyrkan i Stockholm. 1784 utsågs han av David Stierncrona som hade patronatsrätt i församlingen till kyrkoherde i Värmdö församling, blev 1787 prost och 1791 vice kontraktsprost. Blomberg var även deputerad vid jubelfesten 1793, bevistade riksdagen 1800 samt var ledamot av sällskapet Pro Fide et Christianismo och Uppfostringssällskapet från 1782. 1800 blev han teologie doktor.

## Översättningar
- Christian Fürchtegott Gellert: Moraliska föreläsningar (Joh. Arv. Carlbohm, 1775—1777) [översättningens sista del utarbetad av Anders Norberg]
- Heinrich Casimir Gottlob von Lynar: Christeliga upmuntringar til befordran af tro och gudaktighet (Johan A. Carlbohm, 1783—1784) [bd 5 översatt av Johannes Mebius]
- Christoph Christian Sturm: Tal til ungdom wid deras första nattvards-gång (tryckt hos Anders Jac. Nordström, 1784)
- Jacob Elias Troschel: Christeliga betraktelser öfwer sjukdom, död och et tillkommande lif (P. A. Brodin, 1786)
- Jacob Friedrich Feddersen: Den christlige undersåten, särdeles uti borgare- och landtmanna-stånden. D. 11—3 (1786—1789)
- Jacob Friedrich Feddersen: Minnes-tafla om den christelige undersåtens samt krigsmannens til lands och watn trohet och lydnad emot sin öfwerhet (tryckt hos And. Jac. Nordström, 1790)
- Christian Bastholm: Philosophiska bref angående själens tilstånd efter kroppens död (C. G. Cronland, 1794)
- Christian Bastholm: Jesus Christus, odödlighetens lärare (Jesus Christus Udødelighedens Lærer) (Johan Dahl, 1796)